# Lebeční šev

Lebeční švy lidské lebky

Lebeční švy jsou pevná vazivová spojení kostí lebky.
Nejvíce švů je pojmenováno po kosti, které svírají, ale některé švy mají jména vlastní. Novorozenci mají fontanely (tzv. lupínky), které osifikují později. Umožňuje to snadnější průnik porodními cestami. Může se ale stát, že švy předčasně srostou. Tato abnormálie způsobuje deformaci lebky novorozence, tzv. synostotické deformace podle Turnera.

## Nejdůležitější švy
- korunový/věnčitý (sutura coronalis/coronoidea) – spojuje kost čelní a temenní
- šípový (sutura sagittalis) – spojuje dvě kosti temenní
- lambdový (sutura lambdoidea) – spojuje kosti temenní a týlní
- šupinový (sutura squamosa) – spojuje temenní a spánkovou kost